# Teodulfo
Teodulfo, o Teodolfo, latino: Theodulfus o Teudulfus (760 circa – Angers, 821), è stato un poeta, teologo e vescovo di Orléans durante i regni di Carlo Magno e Ludovico il Pio.

## Biografia
Come per molti autori medievali, abbiamo scarse — e non sempre certe — notizie biografiche su Teodulfo. Di origine visigota, forse aristocratica, si pensa sia nato in Spagna attorno al 760, a Saragozza o nelle vicinanze. Proprio in quegli anni, infatti, i governatori musulmani della città tentarono a più riprese di sottrarsi al controllo dell'emirato di Cordova; ma l'ennesima ribellione, scoppiata nel 782 e sostenuta dai cristiani, spinse l'emiro Abd al-Rahman ibn Mu'awiya a punire duramente la città: i suoi abitanti, per un certo periodo, ne furono allontanati. Gran parte della popolazione cristiana, ormai compromessa e demoralizzata dagli eventi, si spostò quindi verso la vicina Settimania, nella Gallia meridionale. Alcuni manoscritti dell'epoca attestano l'esodo di profughi visigoti verso il mondo franco, tra i quali, probabilmente, si trovava lo stesso Teodulfo.

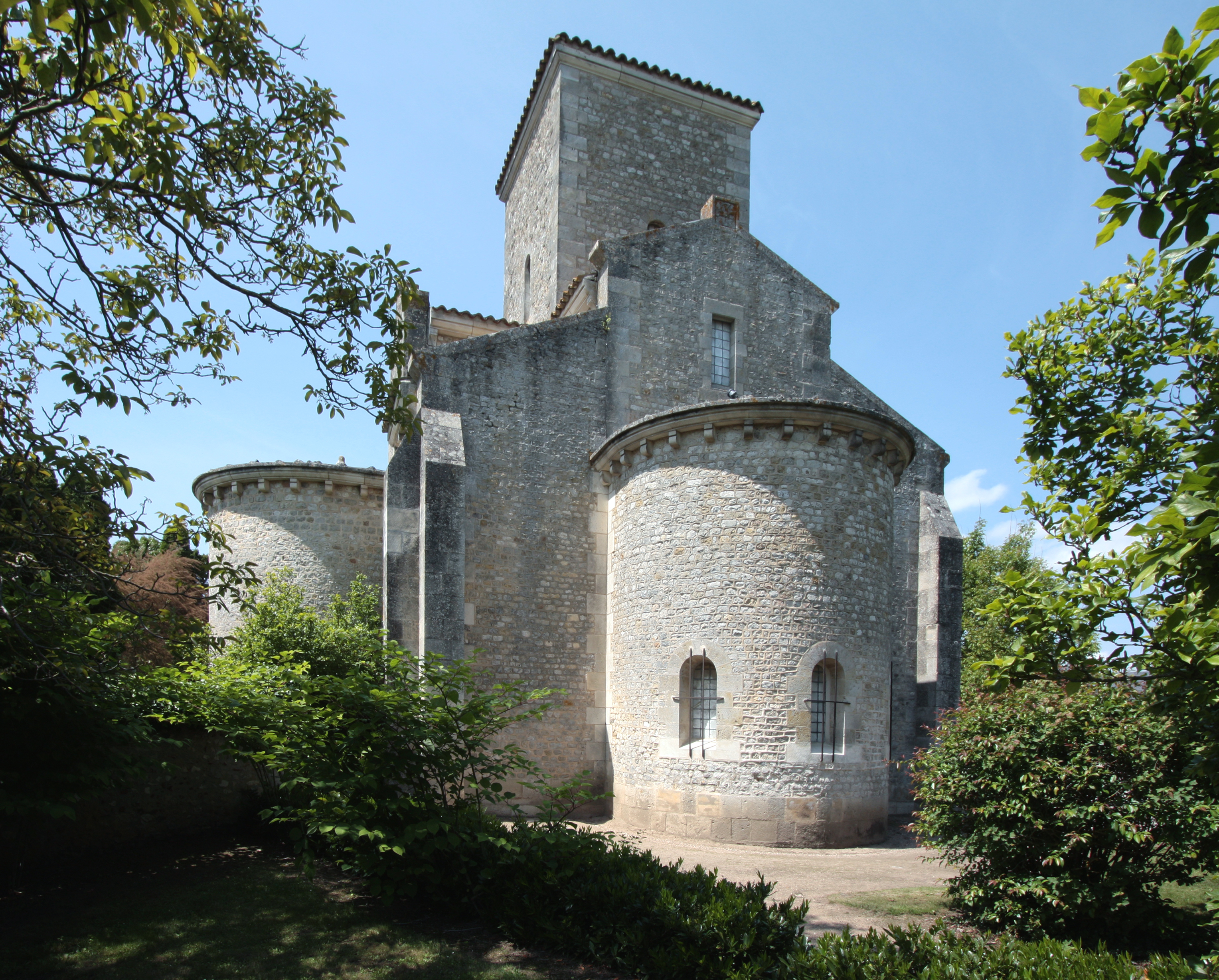
Basilica di Germigny Des Pres

Della sua giovinezza non sappiamo nulla, ma gli fu certamente impartita un'educazione di alto profilo, sia sacra che profana. Già monaco benedettino, attorno al 790 venne accolto — tra i primi di molti altri intellettuali provenienti da tutta Europa — presso la corte di Carlo Magno, contribuendo a realizzarne l'ambizioso programma di riforme scolastiche, religiose e culturali — a cui gli storici daranno il nome di «rinascita carolingia». In breve tempo Teodulfo si affermò, dopo Alcuino di York, come il più stimato tra gli eruditi dell'Accademia Palatina; grazie alla sua raffinata ed elegante cultura, oltre alle non comuni doti poetiche, in un gioco dotto con gli altri intellettuali assunse il prestigioso pseudonimo di «Pindaro». Nominato, per volere di Carlo, abate di Fleury e di altri monasteri, divenne vescovo di Orléans prima del 798 e, in quegli stessi anni, svolse delle ispezioni in Narbona e in Provenza come missus dominicus dell'Imperatore. Ormai entrato stabilmente a far parte del seguito di Carlo, soprattutto come consulente teologico, ne accompagnò la spedizione a Roma per ristabilire l'autorità di papa Leone III, da tempo osteggiato dalla nobiltà romana, e partecipò al sinodo che ne riconfermò la carica; pochi giorni dopo, la notte di Natale dell'800, assistette all'incoronazione imperiale del re franco. Prima di lasciare la città ricevette dalle mani dello stesso Leone III, come ricompensa per averlo sostenuto, il pallium e il titolo di arcivescovo. Negli anni successivi, con grande impegno e senso di responsabilità, si adoperò — in accordo con il programma di alfabetizzazione esposto nell'Admonitio Generalis (789) — nell'istruzione del clero, incoraggiando e indirizzando le scuole parrocchiali di sua responsabilità. Si occupò anche della liturgia, rivedendo filologicamente, pur senza giungere a una vera e propria «versione teodulfiana», il testo biblico. Nell'809 si conclusero i lavori, cominciati all'indomani della nomina vescovile, di un'imponente villa con cappella a Germigny-des-Prés, sulla Loira nei pressi di Orléans, che divenne la sua nuova sede episcopale e abbaziale.
Pochi anni dopo la morte di Carlo (814), tuttavia, la benevolenza del nuovo imperatore Ludovico il Pio lo abbandonò: nell'817 o 818 Teodulfo fu ritenuto colpevole di aver appoggiato la ribellione di Bernardo d'Italia (figlio di un fratello del Pio) e, senza processo, deposto ed esiliato ad Angers, dove morì nell'821. A succedergli come vescovo di Orléans fu Giona.

## Opere
Grande spazio nella produzione letteraria di Teodulfo, in base alle richieste di Carlo Magno, è occupato dall'attività teologica. I cosiddetti Libri Carolini, presentati al concilio di Francoforte del 794, sono la condanna carolingia alle tesi approvate nel secondo concilio bizantino di Nicea del 787 sulla venerazione delle immagini (questione iconoclasta). Si tratta — nonostante la diffusione limitata — del più ambizioso trattato dell'epoca, che testimonia, considerate le implicazioni politiche, il prestigio di Teodulfo presso l'imperatore. Un'altra opera teologica è il De Spiritu sancto (809) che, utilizzando principalmente testimonianze patristiche, sostiene la dottrina occidentale della processione dello Spirito Santo dal Padre e dal Figlio (la famosa «questione del Filioque»), ancora una volta contrapposta a quella bizantina. Per ultimo, scritto nell'812, è da menzionare il De origine baptismi, un rapporto sulle prassi battesimali nelle province ecclesiastiche occidentali e sul significato stesso del battesimo.
Menzione a sé, poi, merita l'attività di Teodulfo come revisore della Vulgata, che ha dato origine ad alcuni manoscritti, conservati fino a oggi, tra cui il Codex Theodulphianus. In risposta all'imperante esigenza di correctio alla base del programma di riforme sostenuto da Carlo, Teodulfo si confrontò con gli originali ebraici per rivedere filologicamente, perfino negli aspetti contenutistici, i testi sacri. Nei Libri Carolini, condannando l'uso e l'abuso bizantino delle immagini, Teodulfo sostiene che la manifestazione più autentica della volontà di Dio risiede nelle Scritture: non c'è, dunque, compito più importante di comprenderne il senso e di diffonderlo presso il popolo di Cristo. Ma anche Alcuino, in quegli stessi anni, si impegnò nella revisione biblica, pur limitandosi a correzioni ortografiche e grammaticali; e fu proprio la versione alcuiniana, grazie ai maggiori mezzi a disposizione, a diffondersi maggiormente (nonostante che quella di Teodulfo si dimostri, oggi, indiscutibilmente più avanzata, addirittura segnalando con note a margine la tradizione manoscritta da cui proviene ciascuna lezione).
L'opera poetica è certamente la parte più interessante della produzione teodulfiana: conta oltre ottanta componimenti di varia estensione (da un solo distico a centinaia), che, per l'alto livello concettuale e letterario, ne fanno «il poeta più dotato della prima generazione carolingia». Per dimensione e varietà, l'insieme della produzione di Teodulfo, anche se non conservatasi interamente, risulta la seconda tra i suoi contemporanei, inferiore solo a quella di Alcuino. Quasi tutte le poesie sono composte in distici elegiaci e hanno come modello, in particolare, Ovidio, mentre solo una piccola parte è scritta in esametri. I soggetti dei carmi teodulfiani sono vari come in generale negli altri poeti carolingi: da morali a dottrinali e personali, e non mancano componimenti dal gusto polemico. Ma, quali che siano i temi trattati, la poetica teodulfiana non rinuncia mai ad assumere un atteggiamento fortemente moralista.
A prevalere, per numero e importanza, sono le composizioni incentrate attorno a soggetti religiosi. Va segnalata, in particolare, la Prefatio bibliothecae, una lunga introduzione alla Bibbia in cui il poeta sottolineata l'importanza di unire — secondo una concezione tipicamente medievale — lo studio delle Sacre Scritture e della teologia con la vita. E proprio partendo da alcuni passi biblici, da interpretare allegoricamente, Teodulfo prende spesso spunto per discutere — più in generale — di un'esperienza umana o di uno stile di vita corretto, che di per sé non avrebbero nulla a che fare con il testo sacro. Altre composizioni, poi, sono a soggetto puramente teologico: come sulla grazia divina, sulla resurrezione della carne, sull'imitazione di Cristo, sul disprezzo del mondo e dei beni terreni, sul digiuno, sui peccati capitali, etc.
Molte altre poesie, invece, hanno per argomento esperienze quotidiane, affrontate con piglio quasi da autore profano: ci sono epigrammi dedicati alla corte reale, descrizioni di oggetti d'arte, corrispondenze con amici (come Fardulfo di Saint-Denis o Modoino d'Autun); ma anche composizioni di più ampio respiro, ad esempio sull'impossibilità di educare gli stolti, sull'invidia verso chi ha di più, sull'ipocrisia e la doppiezza, sulla distanza tra il dire e il fare, etc. La poesia, per Teodulfo, è un modo per riflettere sulla realtà, da cui estrapola critiche e riflessioni in base a esperienze e osservazioni personali. Il famoso carme Contra iudices, di ben 956 versi, offre l'esempio migliore di questo approccio: si tratta di un'opera di satira politica e di costume, basata sulle esperienze dello stesso Teodulfo come ispettore imperiale, in cui il poeta si scaglia contro l'applicazione troppo letterale delle leggi e contro la corruzione di chi deve applicarle. Altro carme rilevante, poi, è il De libris quos legere solebam, incentrato sulle letture preferite dello stesso autore e su come sia possibile, anzi consigliabile, allegorizzare quelle classiche. A conferma della poliedricità della musa teodulfiana, inoltre, ci sono alcune poesie spiccatamente umoristiche, e anche un carme figurato.
Degli ultimi anni, durante il periodo dell'esilio, e quindi tra problemi politici e disillusioni personali, sono alcuni componimenti dal tono mesto sulla rinuncia alla poesia, sul giudizio finale e sulla corruzione ecclesiastica. Vi appartiene anche il singolare De pugna avium, un'ambigua allegoria sulla società contemporanea, in cui Teodulfo, con feroce ironia, si scaglia contro gli scontri fratricidi che proprio in quegli anni insanguinavano le terre dei Franchi (in seguito all'Ordinatio imperii dell'817).
Di quest'ultimo periodo è anche la poesia Gloria, laus et honor per la processione della domenica delle palme (scritta forse con la speranza di ottenere il perdono di Ludovico, di passaggio ad Angers), diventata inno ed entrata nell'uso liturgico della Chiesa cattolica.